# Brokesie Thielova
Brokesie Thielova, Brookesia thieli, je drobný zemní ještěr blízce příbuzný chameleonům. Je to endemit Madagaskaru, žije pouze v deštném lese na východě a jihovýchodě ostrova.
Má štíhlé, zploštělé tělo, ocásek je kratší než tělo, nožky jsou krátké a tenké. Prsty má srostlé v klíšťky, na hrudních končetinách srůstají tři vnější a dva vnitřní prsty, na pánevních je tomu naopak. Na hlavě má dva dopředu směřující růžky, jejichž základna je nad očima a které přesahují špičku nosu. Další dva, menší, rohům podobné útvary vyrůstají na hřbetě nosu. Hřbetní hřeben je nepravidelný a jen naznačený. Schopnost barvoměny je omezená, základní barva je špinavě hnědá, vzácně se vyskytuje světlejší pruhování. Tvarem i barvou připomíná suchý list. Dorůstá délky kolem 7 cm, samci jsou menší než samice.
Obývá deštné lesy především na středovýchodě Madagaskaru, vyskytuje se ve středních nadmořských výškách mezi 875–1200 m n. m. Je závislá na primárním pralese, v narušených oblastech lesa žije brokesií Thielových jen málo. Žije v bylinném patře lesa a dává přesnost vlhkým a stinným místům. V noci vystupuje na keře a stromy až do výšky 1–3 m nad zemí.
Brokesii Thielovu je možno chovat v párech v pralesním teráriu o rozměrech minimálně 30x30x50 cm, se stěnami polepenými kůrou. Vhodným substrátem je korková deska pokrytá mechem, nutností je množství větví a popínavých rostlin. V létě je potřeba terárium vytápět na 24-26 °C, s nočním poklesem na 20-22 °C, v zimě se teplota snižuje na 18-22 °C během dne, opět s několikastupňovým poklesem v nočních hodinách. V zajetí se krmí hmyzem přiměřené velikosti, malými cvrčky, zavíječi a jejich larvami, stínkami nebo mouchami.

## Chov v zoo
Podle databáze Zootierliste chovala tento druh na počátku roku 2022 jen jedna zoo v Evropě. Jedná se o Zoopark Zájezd nedaleko Prahy zaměřující se mj. na chov chameleonů. V roce 2019 se podařilo odchovat mládě.